# Eirik Brandsdal
Eirik Brandsdal (* 11. November 1986 in Oslo) ist ein ehemaliger norwegischer Skilangläufer.

## Werdegang
Auf Juniorenebene konnte Brandsdal keine herausragenden Erfolge verbuchen, so dass er auch an keiner Juniorenweltmeisterschaft teilnahm. Bei der U23-Weltmeisterschaft 2006 in Kranj war sein bestes Resultat der elfte Platz im Sprintwettbewerb. In der Verfolgung belegte er den 23. Platz und wurde 35. über 15 Kilometer klassisch.
In der Saison 2006/07 konnte er mehrfach in Sprintwettbewerben des Scandinavian Cups überzeugen, woraufhin er erstmals für den Skilanglauf-Weltcup nominiert wurde. Im heimischen Drammen überstand er als 30. die Qualifikation für die Viertelfinalläufe und gewann als 29. des Endklassements gleich bei seinem ersten Einsatz Weltcuppunkte. Im darauf folgenden Jahr konnte er erneut beim Weltcupsprint in Drammen an den Start gehen und erreichte diesmal sogar die Halbfinalläufe. Bei der U23-Weltmeisterschaft in Mals wurde er Zweiter der Qualifikation des Sprintwettbewerbs, schied jedoch dann schon im Viertelfinallauf aus.
In der Saison 2008/09 folgten regelmäßige Einsätze im Weltcup. In Valdidentro gewann er die Qualifikation und erreichte den Finallauf, wo er den sechsten und somit letzten Platz belegte. Auch in Lahti konnte er mit Platz acht überzeugen. Am Ende der Saison wurde er 29. in der Gesamtwertung des Sprintweltcups. Seinen ersten Start in der Saison 2009/10 hatte Brandsdal in Düsseldorf, wo er erstmals in seiner Karriere einen Podestplatz erringen konnte. Im Finale musste er sich nur Alexei Petuchow und Anders Gløersen geschlagen geben. Am nächsten Tag konnte er zusammen mit Gløersen dieses Resultat noch steigern als sie hinter dem russischen Duo Petuchow und Morilow den zweiten Platz belegten.
In den Einzelweltcups blieben Erfolge weiter aus, so dass er im Februar 2010 für einige Rennen in den Scandinavian Cup wechselte. Im März kam er zurück in den Weltcup-Kader und überraschte die Konkurrenz mit einem vierten Platz in Drammen. Beim Saisonabschluss in Falun landete er jedoch erneut nur abgeschlagen auf Rang 34. Bei den Norwegischen Meisterschaften in Tolga wenig später verpasste er über 50 km eine Medaille und wurde Vierter.
Nachdem Brandsdal auch in die Saison 2010/11 nur schwach startete, ging er im Dezember erneut in den Scandinavian Cup. Zurück im Weltcup beendete er das Teamsprint-Rennen in Liberec auf dem dritten Platz und stand somit erneut auf dem Podium. Eine Woche später gewann er das Sprint-Rennen in Otepää. Bei den folgenden Nordischen Skiweltmeisterschaften 2011 in Oslo verpasste er eine Top-Platzierung deutlich und kam im Sprint nur auf Rang 17. In der 30-km-Verfolgung belegt er nur Rang 65.
Im Januar 2012 gewann er das Sprint-Rennen in Mailand. Nur zwei Wochen später gewann er bei den Norwegischen Meisterschaft 2012 in Voss den Titel im Sprint. In Drammen sicherte er sich zum Saisonende erneut einen Sprint-Weltcup-Sieg. Zudem gewann er beim Saisonabschluss die Sprintetappe in Stockholm. Zum Beginn der Saison 2012/13 erreichte er in Kuusamo den dritten Platz bei der Sprintetappe der Nordic Opening. Es folgten in der Saison in Quebec ein dritter und in Liberec ein zweiter Platz im Teamsprint. Bei den Nordischen Skiweltmeisterschaften 2013 im Val di Fiemme wurde er im Sprint Sechster. Beim Weltcupfinale belegte er den 37. Rang. Dabei erreichte er den zweiten Platz bei der Sprintetappe.
Zu Beginn der Saison 2013/14 siegte er die Sprintetappe der Nordic Opening in Kuusamo. Bei den Olympischen Winterspielen 2014 in Sotschi lief er im Sprint auf den neunten Rang. Beim Sprint-Weltcup in Lahti stand er als Dritter wieder auf dem Podium. Nach weiteren guten Platzierungen beendete er seine bislang beste Weltcup-Saison erneut auf Rang 17 der Gesamtweltcup-Wertung. Im Sprint-Weltcup lief er auf Rang zwei und verpasste damit nur knapp den Sieg, den sich sein Landsmann Ola Vigen Hattestad sicherte. Zum Saisonauftakt 2014/15 gewann er in Ruka im Sprint. Es folgten ein 49. Platz bei der Nordic Opening in Lillehammer und ein dritter Platz im Sprint in Davos. Bei den Nordischen Skiweltmeisterschaften 2015 in Falun kam er auf den 11. Platz im Sprint. Im März 2015 gewann die letzten beiden Sprintrennen der Saison in Lahti und Drammen. Die Saison beendete er wie im Vorjahr auf dem zweiten Platz im Sprintweltcup. Nach Platz 30 bei der Nordic Opening in Ruka zu Beginn der Saison 2015/16, kam er im weiteren Saisonverlauf im Sprint fünfmal unter die ersten Zehn, darunter Platz drei in Drammen. Bei der Ski Tour Canada errang er den 38. Platz. Dabei wurde er bei der Sprintetappe in Canmore Zweiter. Zum Saisonende erreichte er den fünften Platz im Sprintweltcup. Anfang April 2016 wurde er zusammen mit Øyvind Fjeld Moen norwegischer Meister im Teamsprint. Zu Beginn der Saison 2016/17 errang er bei der Weltcup-Minitour in Lillehammer den 50. Platz. Im weiteren Saisonverlauf kam bei Sprintweltcups dreimal unter die ersten Zehn. Dabei siegte er im Sprint in Drammen und erreichte zum Saisonende den 31. Platz im Gesamtweltcup und den zehnten Rang im Sprintweltcup. Im Januar 2017 wurde er bei den norwegischen Meisterschaften in Lygna Silber im Sprint. Im folgenden Jahr lief er bei den Olympischen Winterspielen in Pyeongchang auf den 22. Platz im Sprint.
In der Saison 2018/19 kam Brandsdal auf den 39. Platz beim Lillehammer Triple und auf den 21. Rang beim Weltcupfinale in Québec. Zudem errang er in Ruka den dritten Platz im Sprint und zusammen mit Pål Golberg im Teamsprint in Dresden, zusammen mit Sindre Bjørnestad Skar im Teamsprint in Lahti und im Sprint in Drammen jeweils den zweiten Platz und erreichte damit den 16. Platz im Gesamtweltcup und den dritten Rang im Sprintweltcup.
In der Saison 2019/20 kam Brandsdal nur fünf Mal im Weltcup zum Einsatz. Bei seinem letzten Weltcupstart am 4. März 2020 in Drammen konnte er mit dem dritten Platz noch einmal eine Podestplatzierung erreichen. Am 24. März 2020 gab Brandsdal seinen Rücktritt vom aktiven Langlauf bekannt.

## Erfolge

### Siege bei Weltcuprennen

#### Weltcupsiege im Einzel
| Nr. | Datum             | Ort     | Disziplin               |
| --- | ----------------- | ------- | ----------------------- |
| 1.  | 23. Januar 2011   | Otepää  | 1,4 km Sprint klassisch |
| 2.  | 14. Januar 2012   | Mailand | 1,4 km Sprint Freistil  |
| 3.  | 7. März 2012      | Drammen | 1,2 km Sprint klassisch |
| 4.  | 29. November 2014 | Ruka    | 1,4 km Sprint klassisch |
| 5.  | 7. März 2015      | Lahti   | 1,5 km Sprint Freistil  |
| 6.  | 11. März 2015     | Drammen | 1,3 km Sprint klassisch |
| 7.  | 8. März 2017      | Drammen | 1,2 km Sprint klassisch |

#### Etappensiege bei Weltcuprennen
| Nr. | Datum             | Ort       | Disziplin               | Rennen              |
| --- | ----------------- | --------- | ----------------------- | ------------------- |
| 1.  | 14. März 2012     | Stockholm | 1 km Sprint klassisch   | Weltcup-Finale 2012 |
| 2.  | 29. November 2013 | Kuusamo   | 1,4 km Sprint klassisch | Nordic Opening 2013 |

### Siege bei Continental-Cup-Rennen
| Nr. | Datum             | Ort     | Disziplin        | Serie            |
| --- | ----------------- | ------- | ---------------- | ---------------- |
| 1.  | 18. Dezember 2010 | Savalen | Sprint Freistil  | Scandinavian Cup |
| 2.  | 5. Januar 2018    | Piteå   | Sprint klassisch | Scandinavian Cup |

### Medaillen bei nationalen Meisterschaften
- 2010: Silber im Teamsprint
- 2011: Gold im Sprint, Bronze im Teamsprint
- 2012: Gold im Sprint, Bronze über 50 km
- 2013: Silber im Teamsprint, Bronze im Sprint
- 2014: Silber im Teamsprint
- 2015: Gold über 50 km, Bronze über 10 km
- 2016: Gold im Teamsprint
- 2017: Silber im Sprint
- 2018: Silber im Sprint

## Teilnahmen an Weltmeisterschaften und Olympischen Winterspielen

### Olympische Spiele
- 2014 Sotschi: 9. Platz Sprint Freistil
- 2018 Pyeongchang: 22. Platz Sprint klassisch

### Nordische Skiweltmeisterschaften
- 2011 Oslo: 17. Platz Sprint Freistil, 65. Platz 30 km Skiathlon
- 2013 Val di Fiemme: 6. Platz Sprint klassisch
- 2015 Falun: 11. Platz Sprint klassisch

## Platzierungen im Weltcup

### Weltcup-Statistik
Die Tabelle zeigt die erreichten Platzierungen im Einzelnen.
- 1.–3. Platz: Anzahl der Podiumsplatzierungen
- Top 10: Anzahl der Platzierungen unter den ersten zehn
- Punkteränge: Anzahl der Platzierungen innerhalb der Punkteränge
- Starts: Anzahl gelaufener Rennen in der jeweiligen Disziplin
- Hinweis: Bei den Distanzrennen erfolgt die Einordnung gemäß FIS.

| Platzierung         | Distanzrennen a | Distanzrennen a | Distanzrennen a | Distanzrennen a | Distanzrennen a | Skiathlon Verfolgung | Sprint | Etappen- rennen b | Gesamt | Team   | Team    |
| Platzierung         | ≤ 5 km          | ≤ 10 km         | ≤ 15 km         | ≤ 30 km         | > 30 km         | Skiathlon Verfolgung | Sprint | Etappen- rennen b | Gesamt | Sprint | Staffel |
| ------------------- | --------------- | --------------- | --------------- | --------------- | --------------- | -------------------- | ------ | ----------------- | ------ | ------ | ------- |
| 1. Platz            |                 |                 |                 |                 |                 |                      | 9      |                   | 9      |        |         |
| 2. Platz            |                 |                 |                 |                 |                 |                      | 7      |                   | 7      | 5      |         |
| 3. Platz            |                 |                 |                 |                 |                 |                      | 8      |                   | 8      | 3      |         |
| Top 10              | 1               |                 |                 |                 |                 |                      | 59     |                   | 60     | 12     |         |
| Punkteränge         | 3               | 1               | 3               | 1               |                 | 6                    | 86     | 3                 | 103    | 13     |         |
| Starts              | 4               | 4               | 12              | 1               |                 | 18                   | 89     | 13                | 141    | 13     |         |
| Stand: Karriereende |                 |                 |                 |                 |                 |                      |        |                   |        |        |         |

### Weltcup-Gesamtplatzierungen
| Saison  | Gesamt | Gesamt | Distanz | Distanz | Sprint | Sprint |
| Saison  | Punkte | Platz  | Punkte  | Platz   | Punkte | Platz  |
| ------- | ------ | ------ | ------- | ------- | ------ | ------ |
| 2006/07 | 2      | 163.   | -       | -       | 2      | 84.    |
| 2007/08 | 24     | 100.   | -       | -       | 24     | 64.    |
| 2008/09 | 92     | 65.    | -       | -       | 92     | 29.    |
| 2009/10 | 225    | 35.    | 9       | 105.    | 216    | 11.    |
| 2010/11 | 246    | 29.    | 7       | 95.     | 239    | 6.     |
| 2011/12 | 483    | 17.    | -       | -       | 483    | 3.     |
| 2012/13 | 272    | 32.    | 32      | 64.     | 240    | 7.     |
| 2013/14 | 365    | 16.    | 8       | 92.     | 355    | 2.     |
| 2014/15 | 442    | 11.    | -       | -       | 442    | 2.     |
| 2015/16 | 348    | 22.    | 39      | 52.     | 307    | 5.     |
| 2016/17 | 199    | 31.    | -       | -       | 199    | 10.    |
| 2017/18 | 194    | 36.    | -       | -       | 194    | 9.     |
| 2018/19 | 508    | 16.    | 17      | 77.     | 471    | 3.     |
| 2019/20 | 101    | 55.    | -       | -       | 101    | 20.    |